# Škrljevo (Bakar)
Škrljevo (olaszul: Valle di Buccari) falu Horvátországban, Tengermellék-Hegyvidék megyében. Közigazgatásilag Bakarhoz tartozik.

## Fekvése
Fiume központjától 8 km-re keletre, községközpontjától 2 km-re északnyugatra a Tengermelléken az 1726-ban épített Karolina út mellett fekszik. Településrészei Velo Škrljevo, Malo Škrljevo, Donje Selo, Ravnica, Kantun, Gaj, Borići, Učivac, Kordići, Redići, Staja, Koruna, Njivi, Dumbrava, Placa, Grad, Dolci, Zala Draga, Ketina.

## Története
Škrljevo első írásos említése a 1667-ben a bakari uradalom okiratában egy adománylevélben történt "Villa Sherglievo" néven. Szent Ambrus tiszteletére szentelt régi templomának építési ideje nem ismert, maradványai alapján arra következtetnek, hogy 15. századi lehetett. 1907-ben az új templom felépítése után bontották le. A restaurálási munkák során a templom belsejében egy szót tartalmazó glagolita írást találtak.
A falu bakari plébániához tartozott. 1807-ben az újonnan alapított kukuljenovói plébániához csatolták. Fejlődésén a 19. század második felében nagyot lendített a vasútvonal és a vasútállomás megépülése.
Amikor 1896-ban rossz állapota miatt a kukuljenovói plébániatemplomot lebontották a škreljevóiak azt szerették volna, ha az új templomot a két falu közé építik, hogy ne olyan messze kelljen misére járniuk. Miután nem jártak eredménnyel elhatározták, hogy új saját templomot építenek a falunak Jézus szíve tiszteletére. A templomot 1899-ben szentelte fel Antun Maurović püspök. Plébániájukat 1901-ben alapították, ezzel végleg elszakadtak a kukuljenovói plébániától. A plébánia épülete 1902-ben épült. Első papjuk Franjo Jaričević volt és az új plébánia ekkor 822 lelket számlált. Az itteni gyerekek kezdetben az 1853-ban alapított kukuljenovói iskolába jártak, a falu csak 1942-ben az olasz megszállás idején kapott önálló iskolát, mely Kuzma Vičević házában nyílt meg. A háború után átköltözött az államosított plébánia épületébe, ahol azóta is folyamatosan működik.
A településnek 1857-ben 1179, 1910-ben 745 lakosa volt. 1920 előtt Modrus-Fiume vármegye Sušaki járásához tartozott. A kultúrház 1950-ben épült, 2007-ben kívülről, majd 2011-ben belülről is teljesen megújították. 2011-ben a falunak 1351 lakosa volt.

## Kultúra
A falu kulturális egyesülete a Szent Ambrus Kulturális és Művészeti Egyesület (KUD Sveti Ambrozije).
További kulturális egyesületek:
- Klapa Škrljevo (kórus)
- Katedra Čakavskog sabora Ljubo Pavešić (ča nyelvjárást ápoló művészeti egyesület)
- KU Plima (énekiskola)
- Udruga Škrljevska žena (nőegyesület)

## Lakosság
| Lakosság változása | Lakosság változása | Lakosság változása | Lakosság változása | Lakosság változása | Lakosság változása | Lakosság változása | Lakosság változása | Lakosság változása | Lakosság változása | Lakosság változása | Lakosság változása | Lakosság változása | Lakosság változása | Lakosság változása | Lakosság változása |
| ------------------ | ------------------ | ------------------ | ------------------ | ------------------ | ------------------ | ------------------ | ------------------ | ------------------ | ------------------ | ------------------ | ------------------ | ------------------ | ------------------ | ------------------ | ------------------ |
| 1857               | 1869               | 1880               | 1890               | 1900               | 1910               | 1921               | 1931               | 1948               | 1953               | 1961               | 1971               | 1981               | 1991               | 2001               | 2011               |
| 1179               | 923                | 902                | 838                | 768                | 745                | 786                | 861                | 745                | 731                | 906                | 955                | 1088               | 1127               | 1153               | 1351               |

## Nevezetességei
Jézus Szentséges Szíve tiszteletére szentelt temploma 1899-ben épült.